# Nemipterus nematophorus
Nemipterus nematophorus är en fiskart som först beskrevs av Bleeker, 1853.  Nemipterus nematophorus ingår i släktet Nemipterus och familjen Nemipteridae. Inga underarter finns listade i Catalogue of Life.